# Bernardo Rodrigues

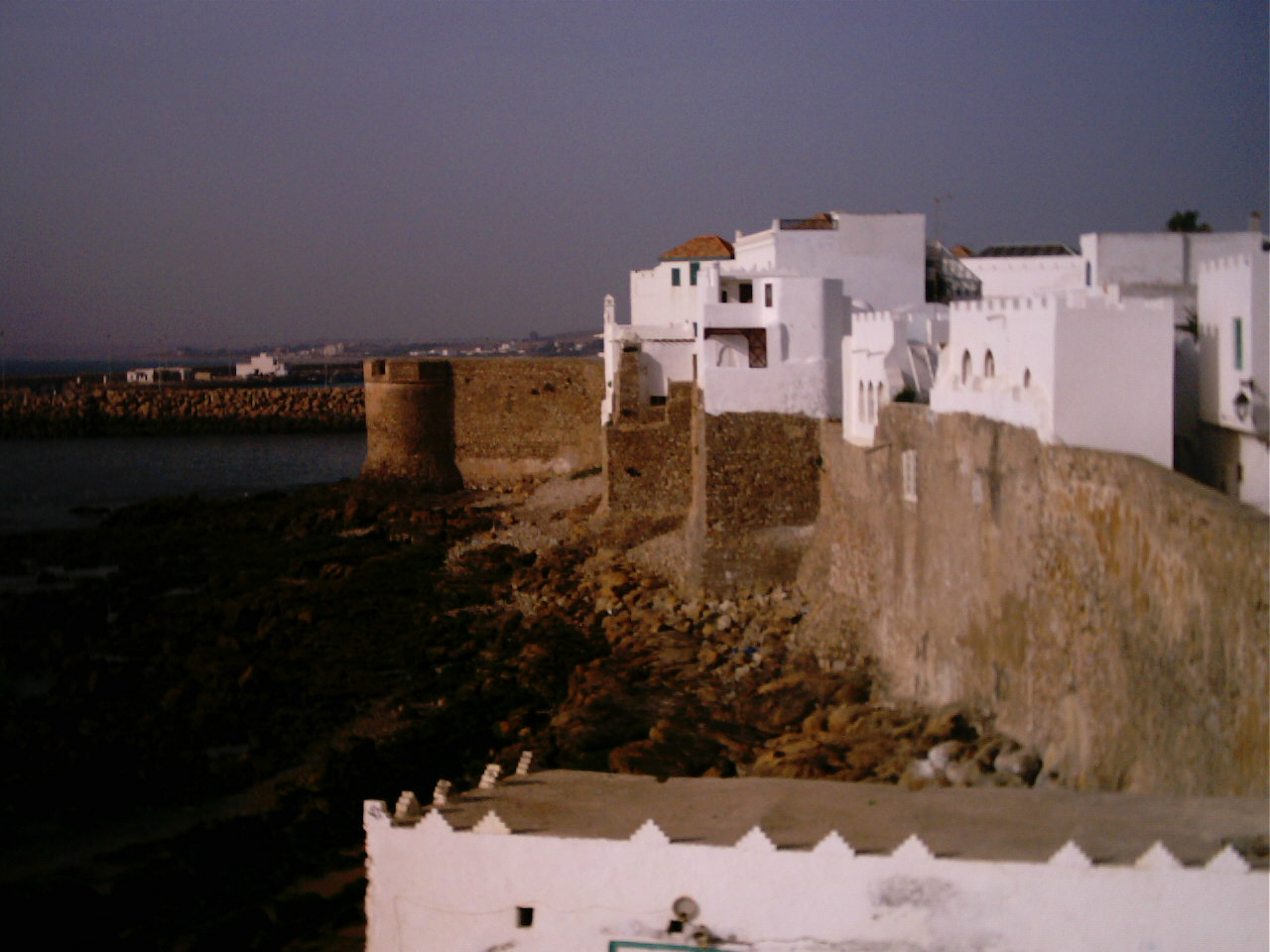
Forte de Arzila

Bernardo Rodrigues (Arzila, c. 1500 – depois de 1560) foi um militar e escritor português, autor dos Anais de Arzila.
As informações sumárias que vêm abaixo encontram-se na primeira edição dos Anais de Arzila (1919), p. I a XIII da Introdução, escrita pelo investigador David Lopes.

## Biografia
Sabe-se que Bernardo Rodrigues é o autor dos Anais de Arzila porque ele mesmo o diz nos capítulos 38, 51, e 63 do livro quarto: eu Bernardo Rodrigues. Bernardo Rodrigues era irmão do doutor Duarte Rodrigues, que também vivia em Arzila; e filho da "velhice" de "mestre António", físico, que acompanhou D. Afonso V à tomada de Arzila em 1471, e lá se estabeleceu, morrendo, ferido por uma seta, em 1516, com mais de setenta anos.
É  possível que a mãe de Bernardo Rodrigues seja uma moura, nunca fazendo alusão a ela, e mostrando muita admiração a certos "mouriscos" (marroquinos, que se tornavam cristãos) que lutavam com os portugueses, às ordens do capitão da Praça.
Os Anais começam em 1508, porque nessa data lembra-se de ter visto um mouro muito corajoso ("Xeque Omar") que servia os portugueses, a cavalo na grande praça de Arzila, durante um cerco. A partir dahí serve-se da sua memória, e da memória dos seus companheiros mais antigos. Por isso escreve David Lopes, que Bernardo Rodrigues devia têr uns 8 anos nessa data […]
As primeiras "almogavérias" (incursão em território inimigo para fazer prezas ou tomar informações) em que entrou, foram em 1523. Depois  a vida foi a dos outros cavaleiros, cujos feitos ele narra nos seus Anais.
Foi várias vezes a Alcácer Quibir, mandado dos capitães de Arzila. Esteve na Graciosa, onde D. João II quis fundar uma vila. Esteve em Azamor, em 1521 para comprar escravas. Esteve em Fez em 1531-32, por mandado do Conde D. João Coutinho, capitão de Arzila. E no regresso esteve a Larache.
Em Setembro de 1532 o capitão de Arzila desbaratou o alcaide de Jazém, e Bernardo Rodrigues tomou uma bandeira real ao seu alferes: queixa-se de não ter recebido mercê (IV, 45).
Voltou a Fez em 1542 com o embaixador Lourenço Pires de Távora. Foi ferido com duas setas metidas pela testa em 1544 ("Donde eu saí com duas setas metidas pola testa, como, querendo Deos, contarei no ano de 44" - p. 251).
Também há um códice diz no seu título, que foi feito cavaleiro da Ordem de Cristo. Na sequência do despejo de Arzila, foi tomado pelos mouros em 1549 como muitos dos seus companheiros, e resgatado.

## OsAnais de Arzila
Dos Anais de Arzila há seis códices, conhecidos: um na Academia das Ciências de Lisboa, três na Biblioteca Nacional de Lisboa, outro pertencente à Biblioteca da Misericórdia de Lisboa, e o último pertencente à Biblioteca Municipal do Porto.
Bernardo Rodrigues propunha-se de escrever os Anais de Arzila até ao seu despejo em 1549, mais só foi até o ano de 1535, ou então não se encontrou o resto do texto.
Diz ele mesmo que o começou a escrever em 1560 (p. 48)  e explica porque o quis escrever:
| “ | E porque minha entenção não é outra senão que como se perdeo tão asinalada vila, não se pércão tantos e tão asinalados feitos, como nela se fizérão, especialmente polos ilustres capitães os condes de Borba e o de Redondo, seu filho, e asi por outros capitães que nela fôrão até o despejo dela, me porei a escrever alguma parte das cousas que em meu tempo passarão e de que eu são lembrado, começando da entrada e saco que os mouros nela fizerão na era de mil e quinhentos e oito anos… | ” |
|   | — Anais de Arzila (p. 82), Bernardo Rodrigues. |   |

## Estilo
Bernardo Rodrigues não é escritor de formação, diz ele mesmo:
| “ | Todavia, conheço que pera poer cada cousa em seu lugar ouvera mester outra pessoa, que o milhor soubera contar, pois em mim outra cousa não ha, somente a confiança de ser lembrado do que em meu tempo passou, conhecendo que a policia e o bom falar desta corte e reino a não ha em mim, sómente a anteguidade em que me criei a que sou muito afeiçoado […] | ” |
|   | — Anais de Arzila (III, 10), Bernardo Rodrigues. |   |

Mas diz David Lopes que o autor "tem qualidades de artista. Imaginação. Evoca com certo vigor os homens e as cousas do passado. tem algum talento descritivo. Alguns dos seus quadros têm muita vida; êle está vendo os lugares quando narra e a sua sensibilidade comove-se quando a imagem deles surge […]" (p. XIII da introdução).
Com sua frescura de escritura apesar de certos passos escuros, faz pensar a algum fresco primitivo, uma saga portuguesa ou luso-marroquina.

## Nota
Os Anais foram traduzidos em árabe em  2007 por Ahmed Bouchareb, e a tradução (Hawliyat Assila) chegou a ganhar um prémio, em Marrocos (Prix du Maroc du livre (édition 2007) catégorie Traduction).